# Brigitte Schroll
Brigitte Schroll Kerscher, née le 2 mars 1955 à Kirchberg in Tirol, est une skieuse alpine autrichienne.

## Résultats sportifs

### Coupe du monde
- Résultat au classement général : 19e en 1973. : 29e en 1974. : 15e en 1975. : 47e en 1976. : 26e en 1977. : 37e en 1978.

### Championnats du monde de ski alpin
- Saint Moritz 1974 slalom géant: 10e.